# Chilorio
El chilorio es un platillo guisado mexicano, típico de la gastronomía del estado de Sinaloa en la región del noroeste de México, elaborado a base de carne de puerco desmenuzada finamente, que se condimenta con chile ancho, chile pasilla, ajo, comino, orégano y sal. Luego, es cocido con algo de manteca de puerco. Normalmente, se usa carne de puerco, y en ocasiones carne de res, de pollo, de pavo, o una mezcla de varias carnes diferentes.

## Historia
Los orígenes se remontan a los ancestros prehispánicos, que lo elaboraban desde antes de la conquista, el platillo se elaboraba con puerco tipo jabalí; esta receta se conoce desde hace 500 años aproximadamente, y se cree que fue usada como medio para conservar la carne guisada, ya que los condimentos actúan como conservadores naturales al igual que la manteca de cerdo, del mismo modo que un embutido, solo que este no viene empacado en ninguna tripa o seso.

## Preparación del chilorio
Para la preparación del chilorio como se prepara en Sinaloa, es muy importante que todos sus ingredientes sean de buena calidad. Se utiliza carne de puerco, chile pasilla y especias variadas (como ajo, sal, comino, orégano) y manteca.  
La carne se pone a cocer en un recipiente de acuerdo a la cantidad de carne de puerco que se va a preparar; una vez que la carne está cocida, se mezcla con  la pasta de los demás ingredientes que se ha preparado con anterioridad, y se empieza a mezclar con una pala de madera hasta que carne y pasta estén totalmente integrados; se sigue revolviendo hasta que la carne y demás ingredientes ya estén integrados y tengan el color rojizo del chile.
Se acompaña con tortillas de maíz o de harina (muy solicitadas en el norte de Sinaloa) para preparar los taquitos, con lechuga, salsa picante, cebolla curtida y limón.

## Tipos de Chilorios
Varios tipos son elaborados, a partir de la proteína utilizada como lo son: el original de puerco, pero adicionalmente se elaboran de pavo, pollo y soya.

## Consumo
Se consume principalmente en el norte de México, pero con el envasado en latas o bolsas de plástico a nivel industrial ha llegado a todos los rincones del país. El costo aproximado de un cuarto de machaca y un cuarto de kilo de chilorio es de aproximadamente $150.00 MXN en la ciudad de Mazatlán, Sinaloa, de acuerdo a personas de esta ciudad. Se prepara ya sea en tacos de tortilla de harina de trigo o de maíz acompañados de guacamole o salsa roja, en enchiladas, flautas, sopes, tortas, o acompañando alguna ensalada con aguacate.
En el estado de Sinaloa, este producto es tan versátil que puede tanto comerse guisado con tan sólo un poco de cebolla o revuelto con unos huevos o mezclado con papas.